# Luisa Feliciana Portocarrero-Meneses y Noroña
Luisa Feliciana Portocarrero-Meneses y Noroña   (c. 1640 - Madrid, 18 de març de 1705) va ser una noble espanyola.
Va néixer vers 1640. Filla de Pedro Portocarrero i María de Noroña, ducs de Camiña, marquesos de Villarreal i comtes de Medellín. A la mort sense descendència del seu germà Pedro, va esdevenir hereva dels títols i estats dels seus pares, que va ostentar per dret propi. Va casar-se el 4 d'abril de 1671 a Madrid amb Miquel Francesc de Montcada i de Silva, cinquè marquès d'Aitona, amb qui va tenir dos, entre ells, l'hereu i següent marquès, Guillem Ramon. D'aquesta manera, els títols i estats que havia heretat dels seus pares van quedar agregats a la casa d'Aitona. Posteriorment es va casar amb Antonio Pérez de la Puente, cavaller de Sant Jaume, membre del consell d'Hisenda i gentilhome de cambra del rei, amb qui va tenir una filla, Concepción. Va morir a Madrid el 18 de març de 1705.